# Kapyl
Kapyl (belarusiska: Капыль, ryska: Копыль: Kopyl) är en stad i Belarus. Den är huvudort i Kapyl rajon och ligger i voblasten Minsks voblast, i den centrala delen av landet, 90 km söder om huvudstaden Mіnsk. Kapyl ligger 210 meter över havet och antalet invånare är 9 620.

## Natur och klimat
Terrängen runt Kapyl är platt. Runt Kapyl är det ganska glesbefolkat, med 25 invånare per kvadratkilometer.. Kapyl är det största samhället i trakten.
Omgivningarna runt Kapyl är en mosaik av jordbruksmark och naturlig växtlighet.  Trakten ingår i den hemiboreala klimatzonen. Årsmedeltemperaturen i trakten är 5 °C. Den varmaste månaden är juli, då medeltemperaturen är 19 °C, och den kallaste är januari, med −12 °C.